# 大町 (弘前市)
大町（おおまち）は、青森県弘前市の地名。郵便番号は036-8004。

## 地理
松森町の裏手に位置し、駅前、駅前町、表町と同様、弘前駅周辺部の町の一つ。北は駅前町、西は松森町・土手町、南は楮町、東は表町に接する。

## 歴史

### 新道建設
- 1921年（大正10年） - 旧富田村に第8師団が置かれ、官立弘前高校が設置されたことにより、弘前駅と大町とを結ぶ近道として新道建設が始まる。
- 1924年（大正13年） - 土手町と松森町の交差点から弘前駅に通じる新道（現：大町通り）が造られ、その新道沿いに形成。

### 沿革
- 1966年（昭和41年） - 和徳町・楮町・松森町から分離、大町一〜三丁目になる。
- 1983年（昭和58年） - 南大町の一部を編入。

## 世帯数と人口
2017年（平成29年）6月1日現在の世帯数と人口は以下の通りである。
| 丁目       | 世帯数  | 人口    |
| ---------- | ------- | ------- |
| 大町一丁目 | 395世帯 | 741人   |
| 大町二丁目 | 200世帯 | 354人   |
| 大町三丁目 | 207世帯 | 402人   |
| 計         | 802世帯 | 1,497人 |

## 施設

### 医療
- 弘前市立病院
- 弘前メディカルセンター
- 恵徳庵治療院大町店
- 矯正歯科じん歯科クリニック
- 大町内科クリニック
- ふじた歯科
- 明本歯科医院

### 福祉
- 弘前大町ディサービス

### 商業
- マクドナルド弘前大町店
- ガスト弘前駅前店
- デイリーヤマザキ弘前大町店
- すき家弘前中央店
- アートホテル弘前シティ - 旧名称「ベストウェスタンホテルニューシティー弘前」「弘前シティホテル」「ホテルナクアシティ弘前」。テナントの一つにセントラルフィットネスクラブがある。
- 大喜屋襖店
- 宮崎旅館

## かつて営業していた施設
- 吉野家駅前店 - 2010年以降、市内で唯一営業しているのは高田の102号線店のみである。

## 小・中学校の学区
市立小・中学校に通う場合、学区は以下の通りとなる。
| 町丁       | 番・番地 | 小学校             | 中学校             |
| ---------- | -------- | ------------------ | ------------------ |
| 大町一丁目 | 全域     | 弘前市立大成小学校 | 弘前市立第三中学校 |
| 大町二丁目 | 全域     | 弘前市立大成小学校 | 弘前市立第三中学校 |
| 大町三丁目 | 全域     | 弘前市立大成小学校 | 弘前市立第三中学校 |

## 交通
- 弘南バス
  - 大町二丁目（ためのぶ号 津軽藩ねぷた村・りんご公園線。弘前駅 - 四中校線、他）営業所。
  - ヒロロ前、大町二丁目（土手町循環100円バス）停留所。
  - 大町一丁目、楮町（城東環状100円バス：大町回り）停留所。
  - 市立病院前（ミニバス 城南経由桜ヶ丘団地線、ミニバス 土堂・浜の町・栄町団地線・往路）停留所。
    - 土手町環状100円バスの停留所でも市立病院前（上土手町）はあるが、こちらが最寄。